# Quaderna
Il Quaderna (Quadêrna in bolognese) è un torrente dell'Emilia-Romagna che scorre interamente nella provincia di Bologna, interessando i comuni di Castel San Pietro Terme, Ozzano dell'Emilia, Budrio, Medicina e Molinella. Il suo bacino è compreso tra le valli dei torrenti Idice (di cui costituisce un importante tributario) e del Sillaro.

## Origine del nome
Il nome Quaderna (anticamente detto Quaterna) deriva da Claterna, un toponimo di origine etrusca che attesta la colonizzazione preromana di quelle zone. Dal nome del torrente (Claterna flumen) deriva quello di Claterna, un'antica città romana sulla via Emilia che fu fondata nei pressi delle sue sponde; il torrente ha mantenuto i segni della toponomastica, rimanendo l'unico testimone di quell'epoca (insieme alla famiglia nobile Acquaderni originaria di monte Calderaro) conclusasi con la caduta dell'Impero romano d'Occidente.

## Corso
Il Quaderna nasce col nome di rio Freddo nel basso Appennino bolognese, dalle pendici occidentali del Monte Grande (607 m), nel comune di Castel San Pietro Terme. Dopo aver lambito il comune di Ozzano dell'Emilia, giunto in pianura scorre in un letto artificiale costruitogli in epoca moderna per deviare le sue acque nel fiume Reno onde evitare che si impaludassero compromettendo così l'insediamento nella pianura bolognese.
Uscito da Ozzano riceve, nei pressi di Prunaro di Budrio, il piccolo rio Centonara, che è il suo più importante affluente di sinistra. Continua poi il suo corso dirigendosi verso nord e ricevendo da destra l'apporto idrico del canale Fossatone, misero nei periodi di magra, ma notevole nei periodi piovosi. Dopo aver percorso quattro chilometri riceve da destra le acque del suo principale affluente, il torrente Gaiana, che gli permette di non rimanere asciutto nei mesi estivi.
Entrato nel comune di Medicina, curva bruscamente a est e poi ancora a nord, e si getta nel torrente Idice poco prima che questo entri nelle Valli di Campotto, estrema propaggine meridionale del Parco regionale del Delta del Po. La punta dell'angolo formato dalla confluenza dei due torrenti è chiamata Punta della Barabana ed è un punto di confine tra i comuni di Medicina e Molinella, prima tracciato dal Quaderna stesso.
Il suo corso è lungo 37 km ma un tempo proseguiva verso est andando a concludersi nel fiume Reno, nei pressi di Argenta; in seguito alla deviazione dell'Idice, quest'ultimo ha occupato l'estrema parte settentrionale del corso del Quaderna, facendolo diventare suo affluente. Prima di queste modifiche a scopi di bonifica è da ricordare che Idice e Quaderna si impaludavano nelle cosiddette Valli di Marmorta, a est di Molinella, di cui la toponomastica locale (es. 'Malalbergo', un comune vicino al fiume Reno, oppure Marmorta, una frazione di Molinella sita ove un tempo vi era la palude) ha mantenuto evidenti segni.